# CBC/Radio-Canada
CBC/Radio-Canada ist die staatliche Rundfunkgesellschaft Kanadas. Sie wurde im November 1936 gegründet und sendet in den beiden Amtssprachen Kanadas Englisch und Französisch sowie in acht Sprachen der Ureinwohner.
Der englischsprachige Teil firmiert unter dem Namen Canadian Broadcasting Corporation (CBC), der französische unter Société Radio-Canada (SRC; im Programm abgekürzt zu Radio-Canada).

## Geschichte
Die Geschichte des kanadischen Hörfunks begann 1928. In diesem Jahr wurde von der kanadischen Regierung eine Kommission eingesetzt, die sich mit der Situation des Rundfunks in Kanada auseinandersetzen und Vorschläge für das weitere Vorgehen unterbreiten sollte. Zu Beginn der 1920er Jahre waren erste Lizenzen an private Radiosender vergeben worden, ihr Erfolg war jedoch mäßig im Vergleich zu den Sendern im dichter besiedelten Nachbarland USA. So riet das Gremium zur Gründung einer landesweit sendenden Anstalt; diese Empfehlung führte 1932 zur Gründung der Canadian Radio Broadcasting Commission (CRBC) / Commission canadienne de radiodiffusion (CCR). Mit dem Canadian Broadcasting Act  / Loi sur la radiodiffusion wurde die Gesellschaft 1936 zu einer sogenannten Crown Corporation. Sie sendete landesweit Hörfunkprogramme in englischer und französischer Sprache auf diversen Mittelwellenfrequenzen.
Ende der 1940er Jahre entwickelte die CBC einen Fünfzehnjahresplan zur Realisierung eines Fernsehprogramms. In kurzer Zeit nahmen die ersten Sendestellen ihren Betrieb auf, und 1955 wurden zwei Drittel aller kanadischen Haushalte erreicht. In diese Zeit fällt auch die Übergabe der Kontrollfunktion der Rundfunk- und Fernsehanstalten von der CBC an das Board of Broadcast Governors / Bureau des gouverneurs de la radiodiffusion 1958, das seinerseits zehn Jahre später durch die CRTC (Canadian Radio-television and Telecommunications Commission / Conseil de la radiodiffusion et des télécommunications canadiennes) ersetzt wurde. 1966 sendete man erstmals Fernsehen in Farbe.
Rechtsgrundlage für den Rundfunk in Kanada ist der Broadcasting Act / Loi sur la radiodiffusion von 1968, zuletzt geändert im Jahr 2023 und in dieser Fassung gültig bis März 2025.

## Programme

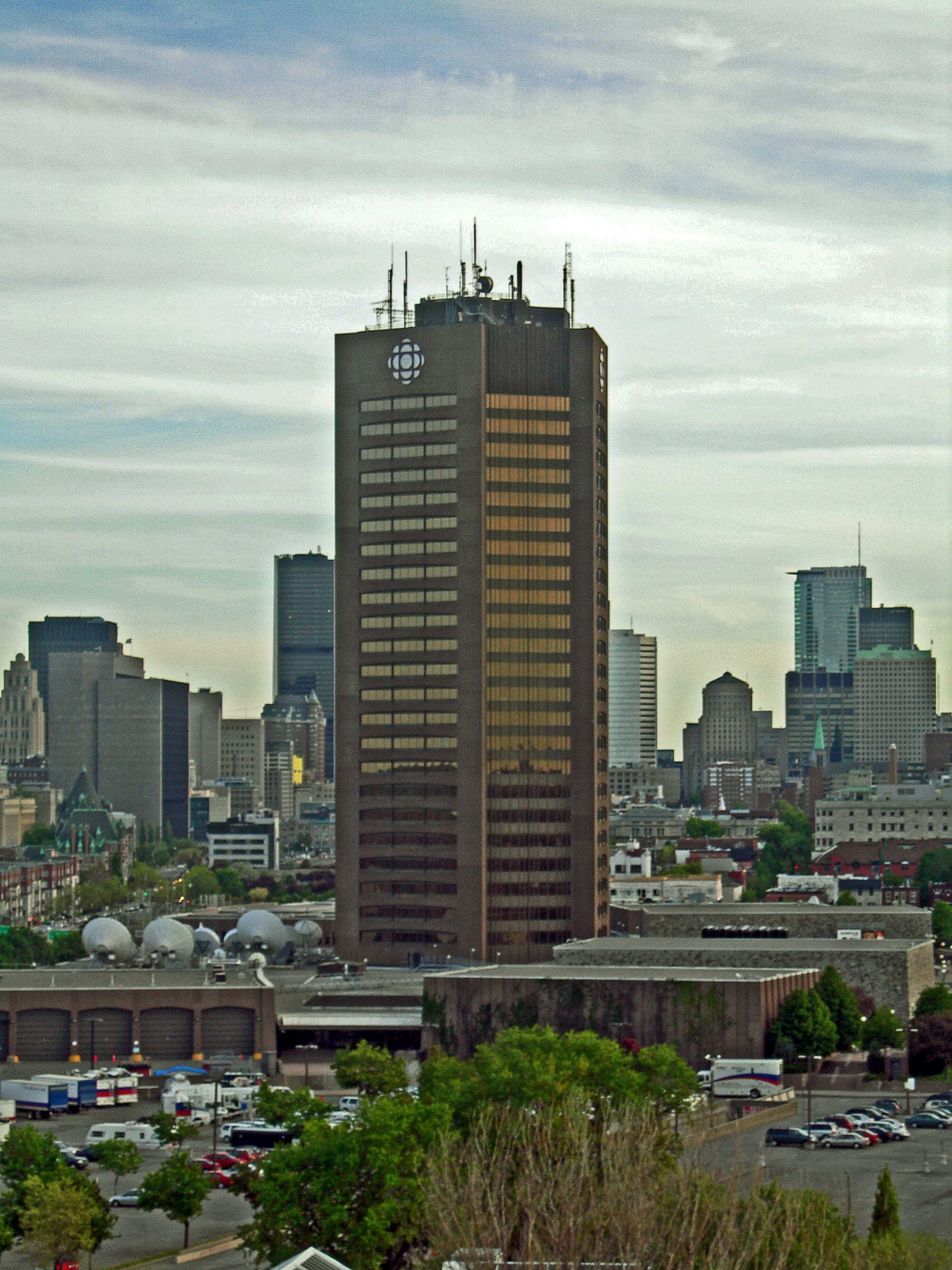
Maison de Radio-Canada in Montreal

CBC/Radio-Canada betreibt die folgenden Hörfunk- und Fernsehprogramme:

Hörfunk
- national

- - englisch
    - CBC Radio One*
    - CBC Music

- - französisch
    - Ici Première*
    - Ici Musique
    - Ici Musique Classique

(Die hier mit * gekennzeichneten Programme enthalten im Laufe des Tages, insbesondere morgens und nachmittags, Regionalsendungen, die zeitgleich über die lokalen Frequenzen ausgestrahlt werden. Im Internet können die Regionalsendungen landes- und weltweit per Streaming verfolgt werden.)  
- international, mehrsprachig
  - Radio Canada International

Fernsehen
- Vollprogramme – terrestrisch
  - CBC Television (englisch)
  - Ici Radio-Canada Télé (französisch)

- Nachrichten – nur über Kabel und Satellit
  - CBC News Network (englisch)
  - Ici RDI (Réseau de l’information) (französisch, auch über Livestream und Livestation)

- Spartensender – nur über Kabel und Satellit
  - Ici ARTV (französisch)
  - Documentary Channel (englisch)
  - Ici Explora (französisch)

Die französischsprachige Sektion ist außerdem mit weiteren Rundfunkanstalten am internationalen französischsprachigen Fernsehsender TV5 Monde beteiligt.

## Finanzierung
CBC/Radio-Canada wird größtenteils aus Steuermitteln finanziert. Die Hörfunkprogramme sind werbefrei und können über Livestream weltweit empfangen werden.

## Deutsch-kanadische Kooperation
Das Zweite Deutsche Fernsehen und CBC/Radio-Canada haben am 24. Februar 2020 eine „strategische Zusammenarbeit“ beschlossen. Mit dem Partnerschaftsabkommen, das aus Anlass der 70. Internationalen Filmfestspiele Berlin unterzeichnet wurde, soll ein Zusammenwirken der zwei öffentlich-rechtlichen Sender beiderseits des Atlantik gestärkt werden. ZDF-Intendant Thomas Bellut und Catherine Tait, Präsidentin und CEO von CBC/Radio-Canada, unterschrieben in Anwesenheit des kanadischen Botschafters Stéphane Dion. Bellut sagte dazu:

„Wir leben in einer zunehmend globalisierten und digitalisierten Welt. Als öffentlich-rechtliche Medien haben wir mehr denn je eine Verantwortung dafür, uns für demokratische Werte einzusetzen und unserem Publikum vertrauenswürdige Informationen und kreative, hochwertige Inhalte zu bieten. Als die nationalen öffentlich-rechtlichen Sender unserer Länder haben CBC/Radio-Canada und das ZDF dieselben Werte und denselben Auftrag. Diese Vereinbarung wird unsere Beziehungen weiter stärken zum besten Nutzen für die Zuschauerinnen und Zuschauer in Kanada und Deutschland.“

Tait sagte aus diesem Anlass:

„Zu keiner Zeit war eine Zusammenarbeit für öffentliche-rechtliche Medien wichtiger als heute, indem sie ihre prägende Rolle für zwei starke Demokratien und für offene Gesellschaften betonen. Diese Vereinbarung wird dem Publikum in Kanada und Deutschland das Beste aus beiden Sendern bieten, und zusammen werden wir authentische Geschichten erzählen, unser Talent unter Beweis stellen und uns gegenseitig mit unserem Wissen bereichern.“